# Alexander Raven Thomson
 (avril 2025).
Si vous disposez d'ouvrages ou d'articles de référence ou si vous connaissez des sites web de qualité traitant du thème abordé ici, merci de compléter l'article en donnant les références utiles à sa vérifiabilité et en les liant à la section « Notes et références ».
Alexander Raven Thomson, né le 3 décembre 1899 à Édimbourg (Écosse) et mort le 30 octobre 1955 à Londres (Angleterre), communément désigné sous le nom de Raven, est un homme politique et philosophe écossais. Il adhéra à la British Union of Fascists en 1933 et demeura, sa vie durant, un fidèle partisan d’Oswald Mosley. Considéré comme le principal idéologue de ce mouvement, Thomson fut souvent décrit comme le « Alfred Rosenberg du fascisme britannique ».

## Biographie
Natif d’Édimbourg, Thomson appartenait à une lignée jouissant d’un rang considérable dans la vie publique écossaise, étant le petit-fils de l’architecte Alexander Thomson. Il poursuivit ses études en des universités tant de sa patrie que des États-Unis, puis brièvement à l’Université de Heidelberg, en Allemagne, où il s’adonna à la mécanique, aux sciences exactes et à la philosophie. En 1926, il s’associa à une compagnie d’ingénierie londonienne spécialisée dans la fabrication de papier d’argent, technique qu’il avait acquise en Allemagne. Durant son séjour en Allemagne, il lia connaissance avec Lisbeth, fille de l’illustre pionnier des rayons X, Wilhelm Röntgen, qu’il épousa par la suite. De cette union naquirent trois enfants ; toutefois, Lisbeth était déjà mère d’une fille issue d’une précédente liaison, tandis que Thomson entretenait parallèlement une amitié amoureuse de longue date avec Olive Burdett .
La carrière politique de Thomson s’amorça par son affiliation au Parti communiste de Grande-Bretagne, bien que cette adhésion fût éphémère, l’homme répudiant bientôt les principes du matérialisme historique pour se tourner vers le corporatisme. Par la suite, il s’érigea en une autorité éminente quant à l’œuvre d’Oswald Spengler, auquel il consacra maints travaux. En 1932, il publia La civilisation comme surhomme divin : une philosophie superorganique de l’histoire, ouvrage où il réfutait les thèses spenglériennes sur le déclin inéluctable des civilisations. Contre cette fatalité, Thomson postula que le dénouement pouvait être esquivé par l’abjuration du capitalisme et son suppléance par un ordre collectiviste.
Fort de cette conviction, il fut marqué par l’influence de Maurice Maeterlinck, lequel avait traité des « républiques d’insectes », en lesquelles une âme collective imprégnait chaque individu d’un même essaim. Ce livre consacra pareillement son penchant vers une vision fascisante de l’ordre social.

### British Union of Fascists
Alexander Thomson adhéra à la British Union of Fascists en 1933 et y obtint promptement la charge de directeur de la politique. En cette qualité, il devint l’un des principaux idéologues du parti, collaborant étroitement avec Oswald Mosley et Neil Francis Hawkins. C’est à ce titre qu’il rédigea son œuvre magistrale, The Corporate State (mars 1935, rééditée sous le titre The Coming Corporate State en janvier 1937), où il dépeignit les linéaments d’un gouvernement fasciste en Grande-Bretagne. Thomson y esquissait l’instauration de vingt corporations, chacune régentant un secteur distinct de l’économie. Ces entités se subdiviseraient ensuite afin de couvrir chaque branche industrielle, tout en alimentant une corporation nationale, laquelle formerait, de facto, l’appareil gouvernemental. Les corporations devaient assurer une représentation paritaire des employeurs, des ouvriers et des consommateurs, substituant aux scrutins politiques traditionnels des élections internes aux corps professionnels. En 1935, il fut dépêché en Écosse, sa terre natale, pour une tournée de conférences visant à propager la doctrine fasciste. Toutefois, la plupart de ses interventions furent troublées par des perturbateurs communistes, notamment à Aberdeen, où une clameur prolongée de L’Internationale, entonnée par la foule, réduisit au silence les orateurs de la British Union of Fascists.
Thomson s’érigea en figure éminente du BUF et, en l’an 1937, porta les couleurs du parti lors des scrutins municipaux dans le bourg de Bethnal Green (Sud-Ouest). Il recueillit 23,17 % des suffrages, devançant ainsi les candidats issus du parti libéral. Bien qu’il ne fût pas élu, ce résultat constitua un score notable pour le BUF, confortant dès lors sa position au sein de l’organisation. En 1939, son ascendant étant désormais incontesté, Thomson se vit confier la direction éditoriale de l’hebdomadaire du mouvement, Action, dont il assuma la rédaction en chef.
Figure éminente du BUF, il œuvra quelque temps comme émissaire de Mosley en Allemagne, charge au cours de laquelle il fut étroitement épié par le MI5. Il professait, à l’instar des nazis, un antisémitisme virulent et passait communément pour un thuriféraire du régime hitlérien. Il comptait parmi les délégués du BUF présents au congrès de Nuremberg en 1933 et effectua, en tout, cinq séjours prolongés dans l’Allemagne nazie. Bien qu’il fût l’une des figures publiques du mouvement, il avait toutefois accordé en 1934 une entrevue au Jewish Chronicle, où il affirmait que le BUF ne nourrissait nulle inimitié particulière à l’encontre des Juifs. Par ailleurs, il entretenait des relations ténues avec le sioniste révisionniste extrémiste Wolfgang von Weisl, mais celles-ci s’éteignirent après que Vladimir Jabotinsky, supérieur de ce dernier, lui eut enjoint de rompre tout lien.
Mosley vouait à Thomson une estime certaine pour son acuité intellectuelle et le dépeignit ultérieurement comme un « homme intègre et un patriote zélé » ; toutefois, il lui arrivait aussi, dans le privé, de le fustiger comme une sorte de « flagorneur ». En 1937, Thomson affirmait que la gauche britannique avait imposé à l’Irlande des « méthodes démocratiques proprement anglo-saxonnes de gouvernement parlementaire », lesquelles lui étaient « absolument étrangères et fâcheuses ». Il estimait en outre que l’unification de l’Irlande adviendrait sous les auspices du fascisme, doctrine qu’il jugeait moins incompatible avec la « culture celtique autochtone ».
Après l’éclosion des hostilités, Thomson ourdit un dessein visant à assaillir la Ligue nordique, qu’il fustigea en la qualifiant de « suppôts nazis », espérant par ce biais forger les lettres de noblesse patriotique du British Union of Fascists (BUF). Toutefois, cette entreprise n’eut aucun effet et se déroula concurremment aux vaines tentatives de Francis Hawkins pour assoir l’emprise du BUF sur ladite Ligue. À l’instar de la plupart des autres dignitaires du mouvement, Thomson fut appréhendé en vertu du Defence Regulation 18B en mai 1940 et demeura interné durant la majeure partie de la Seconde Guerre mondiale. Il purgea sa détention tout entière en la prison de Brixton, plutôt qu’en l’île de Man, où les conditions de captivité eussent été plus clémentes, et ne recouvra la liberté qu’en 1944. Son séjour carcéral lui pesa fortement, au point qu’il succomba à un accablement nerveux durant son incarcération. Il fut finalement libéré après avoir été transféré en un camp de l’île de Man en septembre 1944.

### Union Movement
Après sa libération, Thomson œuvra à la fondation de plusieurs cénacles de lecture disséminés à travers la Grande-Bretagne, afin de perpétuer la diffusion des thèses de Mosley. Ces assemblées, loin de se borner à de simples exercices littéraires, servirent de conciliabules où se tramèrent les desseins politiques de l’après-guerre pour le mouvement. Parallèlement, il prit les rênes de l’Union des hommes libres britanniques, une frange qu’il avait cofondée en 1944 avec son compère Victor Burgess, jadis membre de la BUF, dans le but de rallier les anciens affidés du parti dissous. Dans l’immédiat après-guerre, Thomson se rendit à maintes reprises en Irlande pour s’entretenir avec Mosley, échafaudant avec lui les linéaments d’une renaissance idéologique. Soucieux d’élargir l’assise doctrinale du fascisme britannique, il tenta, quoique sans succès, de nouer des alliances avec la Rural Reconstruction Association — cercle proto-écologiste où officiait Jorian Jenks, autre exalté du BUF — ainsi qu’avec certains éléments en marge du nationalisme gallois.
Dès l’aurore du Union Movement en 1948, il y adhéra et s’érigea promptement en figure emblématique du nouveau parti, assumant les charges de secrétaire général et de rédacteur en chef de l’organe de l’UM, Union. Jouant un rôle cardinal dans l’élaboration de l’idéologie du mouvement, Thomson embrassa d’abord avec ardeur la conception d’une Europe unifiée en tant que nation, mais il se détourna bientôt de cette doctrine ésotérique pour orchestrer, en 1950, un éphémère – et plus infructueux encore – retour aux doctrines d’avant-guerre. Il en vint à préconiser une approche qualifiée de « fascisme de gauche », plaidant que l’UM dût viser l’adhésion du prolétariat par une rhétorique véhémente contre le capitalisme.
Thomson, outre sa charge éminente au sein de l’Union Movement à l’échelon national, occupait une place prépondérante dans les relations internationales du parti. En 1949, il fut dépêché en Espagne afin de raffermir le soutien à Mosley, mais cette ambassade s’avéra quelque peu vaine, les phalangistes demeurant imperméables à ses avances. Qui plus est, il eut à pâtir des diatribes d’Angus Macnab, ancien membre de la British Union of Fascists, lequel avait fini par exécrer Mosley.
Plus tard, Thomson endossa un rôle pivot dans la jonction avec le Nouvel Ordre Européen, groupe avec lequel Mosley n’entretenait aucune relation officielle, en raison de son allégeance au Mouvement social européen. Sa renommée transnationale s’accrut davantage encore en 1952, lorsqu’il fut nommé au comité de rédaction de l’estimé périodique Nation Europa. Il se fit également connaître comme l’éditeur de Advance to Barbarism de Frederick J. Veale, l’un des premiers ouvrages relevant du révisionnisme historique touchant à la Seconde Guerre mondiale. Par ailleurs, il collabora à The European, revue dirigée par Diana Mosley, y apportant sa contribution.
Thomson demeura jusqu’à son trépas, survenu en 1955 des suites d’un cancer, la figure emblématique de l’UM. Ayant passé l’essentiel de son existence dans l’East End londonien, il fut inhumé en l’église St Columba de Shoreditch, avant que sa dépouille ne fût livrée aux flammes crématoires.